# Juan Diego Ramírez
Juan Diego Ramírez Calderón (La Ceja, 21 juli 1971) is een Colombiaans voormalig professioneel wielrenner.

## Belangrijkste overwinningen
1995
- 13e etappe Ronde van Colombia

2000
- Eindklassement Clásico RCN

2001
- Pan-Amerikaans kampioen op de weg Elite
- 4e etappe Clásico RCN
- Eindklassement Clásico RCN

2006
- Eindklassement Doble Copacabana GP Fides

## Grote rondes
| Jaar | Ronde van Italië | Ronde van Frankrijk | Ronde van Spanje |
| ---- | ---------------- | ------------------- | ---------------- |
| 2002 | 133e             |                     |                  |